# Jennifer Candy
Jennifer Candy (Toronto, 3 de febrero de 1980) es una actriz y productora de televisión canadiense.

## Carrera
Candy inició su carrera como actriz en la serie de televisión animada Camp Candy, aportando su voz en la segunda y tercera temporada. En 1995 nuevamente aportó su voz para la serie animada Bobby's World. 
MadTV fue su siguiente aparición en televisión en 2005. Entre 2007 y 2009 interpretó el papel de Marcy en la serie According to Jim y un año después participó en la serie The Defenders. En la década de 2010 registró apariciones en series de televisión como Where's This Party?, Liv and Maddie y One Day at a Time; y en la película de 2017 In Vino.
Candy se ha desempeñado además como productora en las series Sam Has 7 Friends (2006), Prom Queen (2007) y Foreign Body (2008). Jennifer es hija del actor y comediante John Candy, fallecido en 1994 a causa de problemas cardíacos.

## Filmografía

### Cine y televisión
- 2018 - Chowchilla (corto)
- 2017 - In Vino
- 2017 - One Day at a Time
- 2014 - Liv and Maddie
- 2014 - Where's This Party?
- 2014 - Someone Better (corto)
- 2013 - Home Stuff (corto)
- 2010 - The Defenders
- 2007 - According to Jim
- 2005 - MADtv
- 1995 - Bobby's World
- 1990 - Camp Candy